# Епархия Кабанкалана

Провинция Западный Негрос (выделено красным)

Епархия Кабанкалана (лат. Dioecesis Cabancalensis) — епархия Римско-Католической церкви с центром в городе Кабанкалан, Филиппины. Епархия Кабанкалана распространяет свою юрисдикцию на провинцию Западный Негрос. Епархия Кабанкалана входит в митрополию Харо. Кафедральным собором епархии Кабанкалана является церковь святого Франциска Ксаверия.

## История
30 марта 1987 года Римский папа Иоанн Павел II издал буллу Resonant usquequaque, которой учредил епархию Кабанкалана, выделив её из епархии Баколода.

## Ординарии епархии
- епископ Vicente Macanan Navarra (21.11.1987 — 24.05.2001) — назначен епископом Баколода;
- епископ Patricio Abella Buzon (27.12.2002 — по настоящее время).

## Источник
- Annuario Pontificio, Libreria Editrice Vaticana, Città del Vaticano, 2003, ISBN 88-209-7422-3
- Булла Resonant usquequaque  (лат.)